# خويت الأولى
خويت الأولى ، هي ملكة مصرية قديمة غير حاكمة أو زوجة ملك ، عاشت في منتصف الأسرة الخامسة.
و دفنت في المصطبة D14 في سقارة . و أقترح عالم المصريات النمساوي ويلفريد شيبل أنها كانت زوجة الملك منكاوحور كايو. و استنادا إلى نقوش المقابر المحيطة بمدفن خويت، يقول شيبيل إنها عاشت في منتصف الأسرة الخامسة. و قد ألحق شيبيل الملكات المعروفات إلى كل ملك في هذه الفترة، الأمر الذي ترك فقط منكاوحور كملك بلا ملكة مما قوي اقتراحه. و تُنتقد هذه الحجج من قبل عالم المصريات الفرنسي ميشيل بود، الذي يلاحظ أنه كان يمكن أن يكون للملك أكثر من ملكة واحدة.
فملكة أخرى باسم مرس عنخ الرابعة هي الأكثر شيوعا كزوجة للملك منكاوحور كايو، و بالتالي قد تكون معاصرة للملكة خويت كذلك.

## ألقابها
حملت الملكة خويت الألقاب :
- عظيمة صولجان حتس (المفضلة).
- من ترى حور و ست.
- عظيمة الثناء.
- زوجة الملك و حبيبته.
- مرافقة العظيم.
- ابنة الملك.
- زوجة الملك.[1]